# Nematopodius formosus
Nematopodius formosus är en stekelart som beskrevs av Johann Ludwig Christian Gravenhorst 1829. Nematopodius formosus ingår i släktet Nematopodius och familjen brokparasitsteklar. Arten är reproducerande i Sverige. Inga underarter finns listade i Catalogue of Life.